# Stenhelia latisetosa
Stenhelia latisetosa är en kräftdjursart som beskrevs av Sewell 1940. Stenhelia latisetosa ingår i släktet Stenhelia och familjen Diosaccidae. Inga underarter finns listade i Catalogue of Life.